# Thalaina allochroa
Thalaina allochroa är en fjärilsart som beskrevs av Oswald Beltram Lower 1902. Thalaina allochroa ingår i släktet Thalaina och familjen mätare. Inga underarter finns listade i Catalogue of Life.